# Monti Iser
I Monti Iser (in polacco Góry Izerskie, in ceco Jizerské hory) fanno parte del gruppo montuoso dei Sudeti Occidentali, che sono la porzione occidentale della catena dei Sudeti e costituiscono l'unione tra i monti di Zittau/Monti lusaziani, situati in Germania, e i Monti dei Giganti. I monti Iser sono situati nel territorio della Polonia e della Repubblica Ceca. Vi si trovano le sorgenti dei fiumi Iser, Queis e del Neiße.

## Geografia
La montagna più alta, che si trova in Polonia, è la Wysoka Kopa (1127 m); è noto anche il monte Smrk (1124 m), sul confine ceco-polacco, la cui vetta è compresa nel territorio ceco. Il Tabulový kámen (1072 m), a nord del monte Smrk, marcava il confine della contea dei Gallas a Frýdlant (Liberec), i territori dei Gersdorff a Meffersdorf (Bassa Slesia) e la contea degli Schaffgotsch a Szklarska Poręba (Bassa Slesia). Nel periodo compreso tra il 1742 e il 1815, divenne punto esatto di confine tra Sassonia, Austria e Prussia. I Monti Iser, nell'ultimo decennio del XX secolo, sono diventati un simbolo per molti alpinisti, viaggiatori, ma anche oppositori della DDR e della Cecoslovacchia grazie alla Misthaus.